# Ich habe im Mai von der Liebe geträumt
Mit Ich habe im Mai von der Liebe geträumt beginnt der Kehrreim eines Shimmy-Liedes, das der Kapellmeister und Komponist Franz Doelle geschrieben hat. Den Text dazu dichtete Alfred Berg. Es wurde 1926 zum Titelschlager für den gleichnamigen Stummfilm von Franz Seitz senior, zu dem Doelle auch das Drehbuch schrieb, während Willy Schmidt-Gentner die Illustrationsmusik komponierte. Der künstlerisch wenig anspruchsvolle Film Ich habe im Mai von der Liebe geträumt wurde am 16. August 1927 in Berlin uraufgeführt.
Doelles Shimmy-Lied fand jedoch bereits 1925 in der James Klein-Revue Das lachende Berlin im Apollo-Theater Verwendung, deren Libretto Carl Bretschneider nach seiner 1921 verfassten gleichnamigen Posse geschrieben hatte.
Der Schlager, der 1924 im Mignon-Verlag Berlin herausgekommen war, erschien erneut 1926 im Rondo-Musikverlag Berlin.
Er wurde auch auf Motivansichtskarten zitiert.
Bekannte Künstler wie der Operettentenor Max Kuttner und der Sänger und Liederdichter Willy Weiss sangen ihn auf Grammophonplatten.

## Tondokumente (Beispiele)
- Homocord B.1777 (Matr. M 17 680) [A 27 2 25] Ich habe im Mai von der Liebe geträumt, aus "Das lachende Berlin" (Text von Alfred Berg – Musik von Franz Doelle) “Homocord”-Orchester mit Refraingesang.
- Beka-Record B. 5285 (Matr. 32 900) Ich habe im Mai von der Liebe geträumt: Lied (Franz Doelle) Willy Weiß mit Orchester, aufgen. 16. April 1925
- Polyphon 31 408 / 2-23 806 (Matr. 1806 at) Ich habe im Mai von der Liebe geträumt, Shimmy-Lied von Franz Doelle. Max Kuttner mit Orchester.
- Schallplatte "Grammophon" 19 313 / B 60 511 (Matr. 798 az) Ich habe im Mai von der Liebe geträumt, Shimmy-Lied (Franz Doelle) Efim Schachmeister m. s. Künstler-Ensemble.